# Arsague
Arsague (Arsague en gascon) est une commune du Sud-Ouest de la France, située dans le département des Landes (région Nouvelle-Aquitaine).

## Géographie

### Localisation
Commune située dans le sud du département des Landes, plus précisément au Pays des Luys sur l'Oursoû, tout près du cœur vallonné de la Chalosse. Elle est limitrophe du département des Pyrénées-Atlantiques.
Ses habitants sont appelés les Arsaguais et les Arsaguaises.
Arsague est située à 25 km au sud-est de Dax, la plus grande ville à proximité.

### Communes limitrophes
Les communes limitrophes sont  Amou, Bonnut, Castel-Sarrazin et Tilh.
|      | Castel-Sarrazin               |      |
| Tilh | Arsague                       | Amou |
|      | Bonnut (Pyrénées-Atlantiques) |      |

### Climat
Pour des articles plus généraux, voir Climat de la Nouvelle-Aquitaine et Climat des Landes.
Historiquement, la commune est exposée à un micro climat océanique basque.  
En 2020, Météo-France publie une typologie des climats de la France métropolitaine dans laquelle la commune est exposée à un climat océanique et est dans la région climatique Pyrénées atlantiques, caractérisée par une pluviométrie élevée (>1 200 mm/an) en toutes saisons, des hiver très doux (7,5 °C en plaine) et des vents faibles.
Pour la période 1971-2000, la température annuelle moyenne est de 13,4 °C, avec une amplitude thermique annuelle de 14 °C. Le cumul annuel moyen de précipitations est de 1 215 mm, avec 12,3 jours de précipitations en janvier et 7,7 jours en juillet. Pour la période 1991-2020, la température moyenne annuelle observée sur la station météorologique la plus proche, située sur la commune de Dax à 25 km à vol d'oiseau, est de 14,5 °C et le cumul annuel moyen de précipitations est de 1 155,2 mm,. Pour l'avenir, les paramètres climatiques de la commune estimés pour 2050 selon différents scénarios d'émission de gaz à effet de serre sont consultables sur un site dédié publié par Météo-France en novembre 2022.

## Urbanisme

### Typologie
Au 1er janvier 2024, Arsague est catégorisée commune rurale à habitat dispersé, selon la nouvelle grille communale de densité à sept niveaux définie par l'Insee en 2022.
Elle est située hors unité urbaine. Par ailleurs la commune fait partie de l'aire d'attraction d'Orthez, dont elle est une commune de la couronne,. Cette aire, qui regroupe 26 communes, est catégorisée dans les aires de moins de 50 000 habitants,.

### Occupation des sols

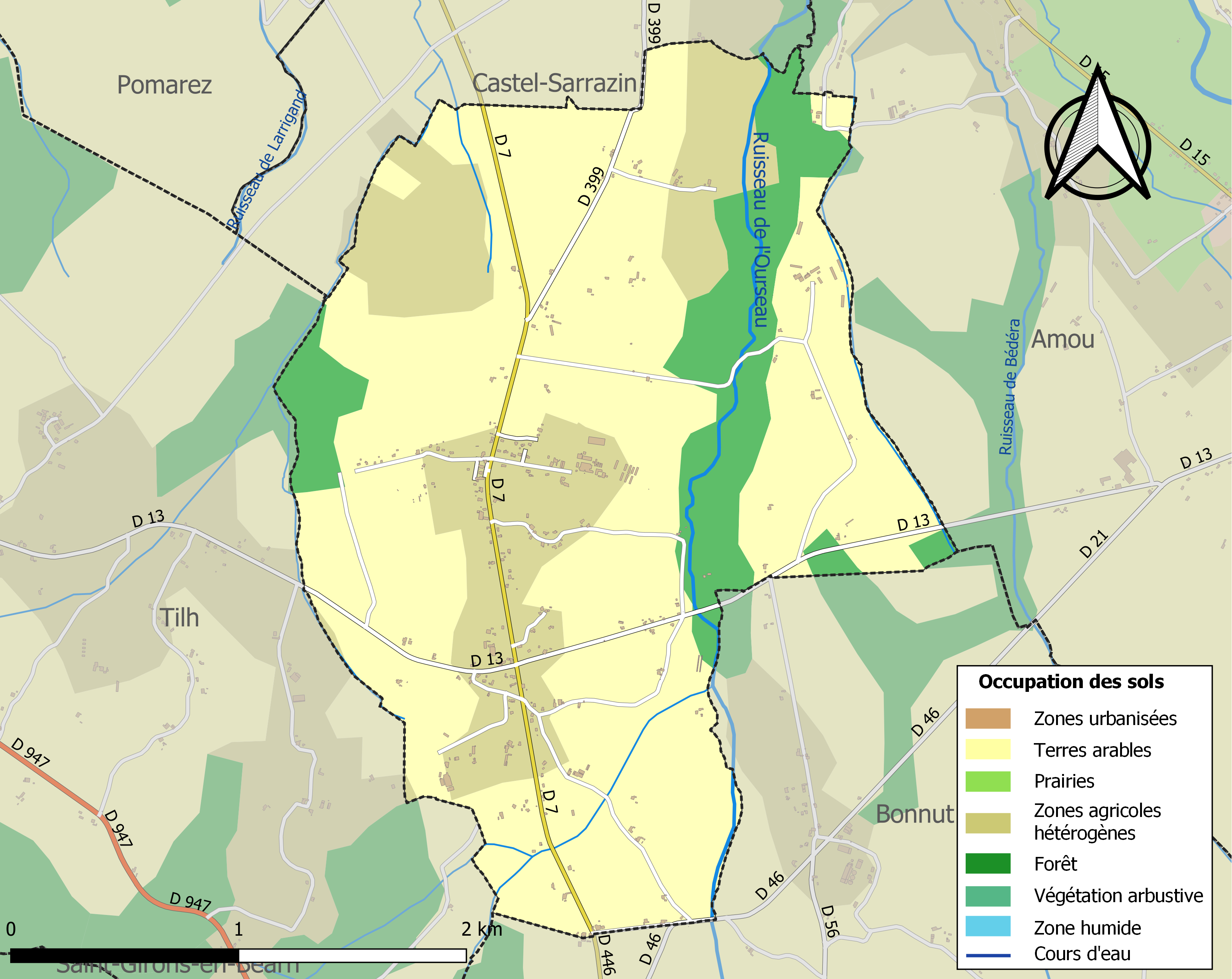
Carte des infrastructures et de l'occupation des sols de la commune en 2018 (CLC).

L'occupation des sols de la commune, telle qu'elle ressort de la base de données européenne d’occupation biophysique des sols Corine Land Cover (CLC), est marquée par l'importance des territoires agricoles (86,8 % en 2018), en augmentation par rapport à 1990 (81,6 %). La répartition détaillée en 2018 est la suivante : terres arables (65,8 %), zones agricoles hétérogènes (21 %), forêts (13,2 %). L'évolution de l’occupation des sols de la commune et de ses infrastructures peut être observée sur les différentes représentations cartographiques du territoire : la carte de Cassini (XVIIIe siècle), la carte d'état-major (1820-1866) et les cartes ou photos aériennes de l'IGN pour la période actuelle (1950 à aujourd'hui).

### Risques majeurs
Le territoire de la commune d'Arsague est vulnérable à différents aléas naturels : météorologiques (tempête, orage, neige, grand froid, canicule ou sécheresse), mouvements de terrains et séisme (sismicité modérée). Un site publié par le BRGM permet d'évaluer simplement et rapidement les risques d'un bien localisé soit par son adresse soit par le numéro de sa parcelle.
Les mouvements de terrains susceptibles de se produire sur la commune sont des tassements différentiels.

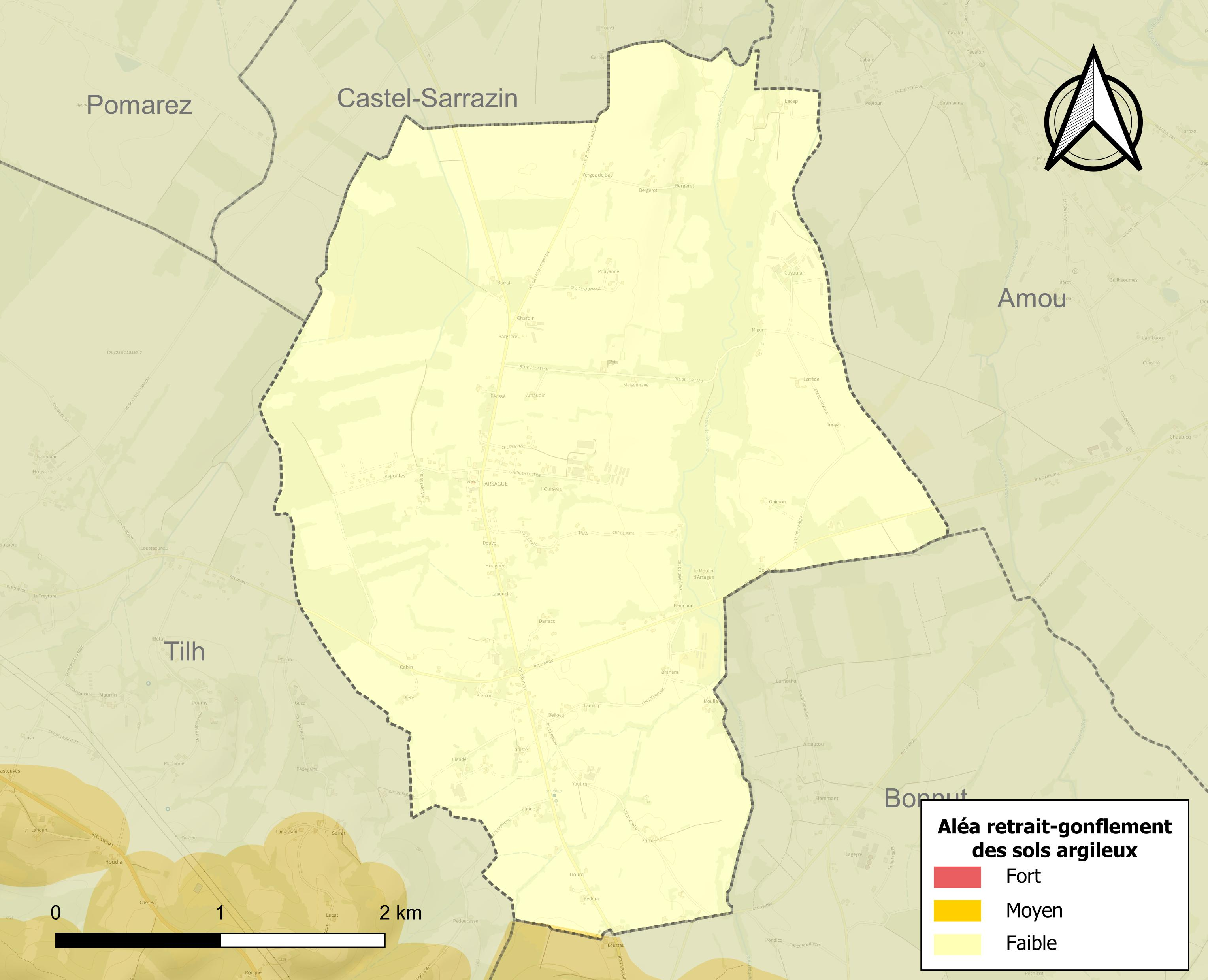
Carte des zones d'aléa retrait-gonflement des sols argileux d'Arsague.

Le retrait-gonflement des sols argileux est susceptible d'engendrer des dommages importants aux bâtiments en cas d’alternance de périodes de sécheresse et de pluie. 0,1 % de la superficie communale est en aléa moyen ou fort (19,2 % au niveau départemental et 48,5 % au niveau national). Sur les 170 bâtiments dénombrés sur la commune en 2019,  aucun n'est en aléa moyen ou fort, à comparer aux 17 % au niveau départemental et 54 % au niveau national. Une cartographie de l'exposition du territoire national au retrait gonflement des sols argileux est disponible sur le site du BRGM,.
La commune a été reconnue en état de catastrophe naturelle au titre des dommages causés par les inondations et coulées de boue survenues en 1991, 1999 et 2009 et par des mouvements de terrain en 1999

## Histoire
Arsague s'appelait Arsac au Moyen Âge.

## Politique et administration

### Liste des maires

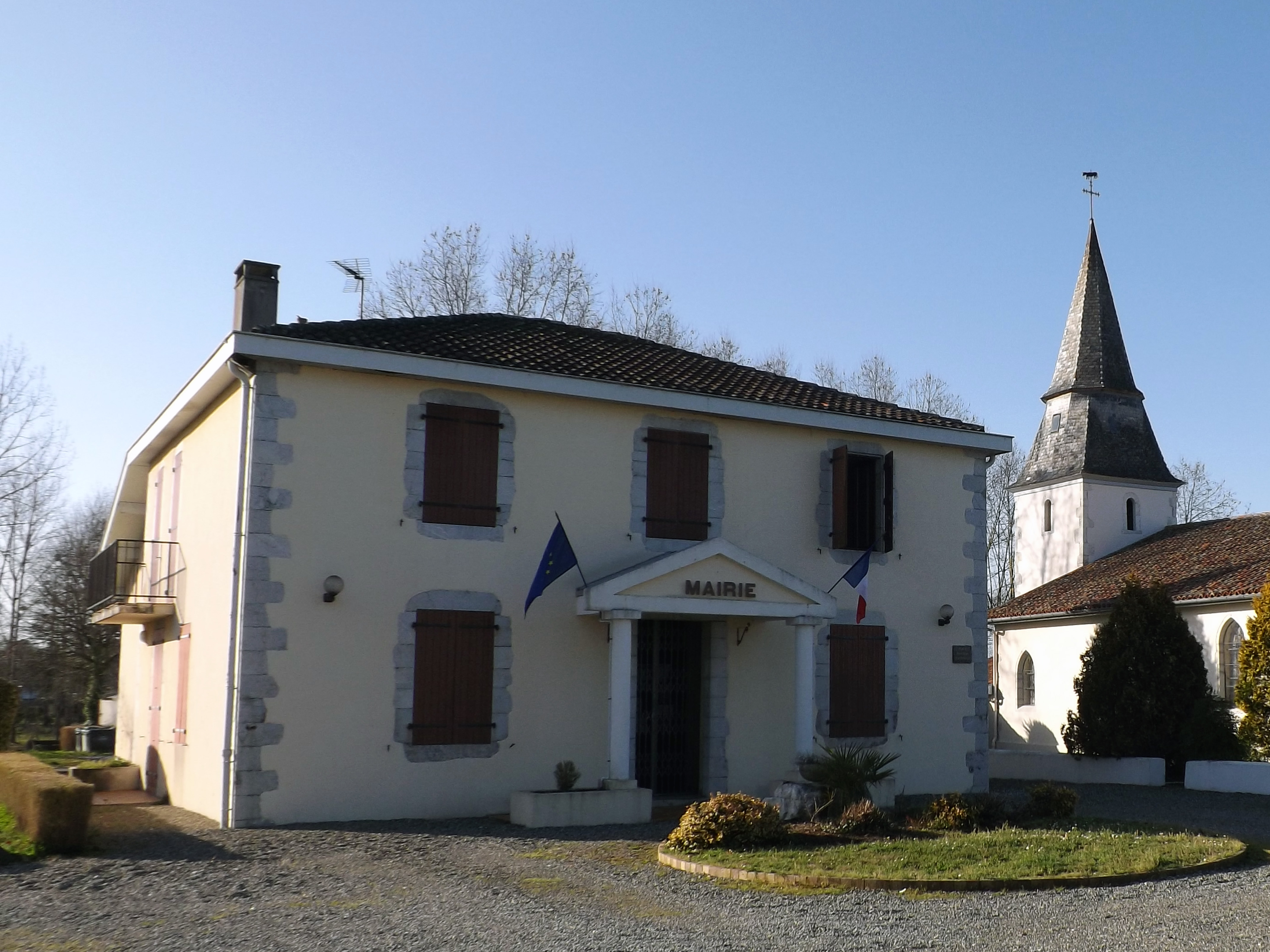
La mairie.

| Période                                  | Période   | Identité            | Étiquette | Qualité                      |
| ---------------------------------------- | --------- | ------------------- | --------- | ---------------------------- |
| 1969                                     | mars 2001 | Albert Haurat       |           | Retraité exploitant agricole |
| mars 2001                                | mars 2008 | Jean-Marc Bordenave |           | Repousseur sur étain         |
| mars 2008                                | 2020      | Jean-Jacques Dupèbe |           | Retraité de l'agriculture    |
| 2020                                     | En cours  | Jean-Yves Haurat    |           |                              |
| Les données manquantes sont à compléter. |           |                     |           |                              |

## Démographie
| 1793 | 1800 | 1806 | 1821 | 1831 | 1836 | 1841 | 1846 | 1851 |
| ---- | ---- | ---- | ---- | ---- | ---- | ---- | ---- | ---- |
| 402  | 418  | 417  | 439  | 465  | 457  | 425  | 408  | 408  |

| 1856 | 1861 | 1866 | 1872 | 1876 | 1881 | 1886 | 1891 | 1896 |
| ---- | ---- | ---- | ---- | ---- | ---- | ---- | ---- | ---- |
| 442  | 427  | 420  | 412  | 425  | 418  | 404  | 389  | 401  |

| 1901 | 1906 | 1911 | 1921 | 1926 | 1931 | 1936 | 1946 | 1954 |
| ---- | ---- | ---- | ---- | ---- | ---- | ---- | ---- | ---- |
| 417  | 419  | 402  | 379  | 407  | 409  | 419  | 391  | 380  |

| 1962 | 1968 | 1975 | 1982 | 1990 | 1999 | 2006 | 2007 | 2012 |
| ---- | ---- | ---- | ---- | ---- | ---- | ---- | ---- | ---- |
| 403  | 383  | 339  | 289  | 307  | 277  | 299  | 302  | 368  |

| 2017 | 2022 | - | - | - | - | - | - | - |
| ---- | ---- | - | - | - | - | - | - | - |
| 340  | 342  | - | - | - | - | - | - | - |

La commune a connu une nette hausse de 11,6 % de sa population par rapport à 1999.

## Culture locale et patrimoine

### Lieux et monuments
- Église Saint-Pierre d'Arsague du XVIIIe siècle avec son clocher bas de type béarnais, avec une vache en son sommet symbolisant la présence d'une ancienne laiterie[18]
- Château d'Argoubet, gentilhommière de faible élévation dotée de toitures à petites lucarnes et qui présente au centre un portique à quatre colonnes ioniques, support d'un fronton triangulaire (propriété privée).

### Personnalités liées à la commune
- Jean d'Argoubet (1762-1844), général des armées de la République, né à Dax et décédé dans la commune.